# مانیبال
مانیبال (به انگلیسی: Moneyball) فیلمی آمریکایی در ژانر زندگی‌نامه‌ای، ورزشی و درام است که توسط بنت میلر کارگردانی و توسط کلمبیا پیکچرز منتشر شده‌است. داستان فیلم بر پایه کتابی با همین نام نوشته مایکل لوئیس نوشته شده‌است. فیلم در مورد مدیر یک تیم بیسبال (اوکلند اتلتیکس) به نام بیلی بین با بازی برد پیت می‌باشد.
این فیلم به سرپرستی جلال مقامی برای شبکه ۳ تلویزیون ایران دوبله شده‌است. در دوبله این فیلم ۱۳۳ دقیقه‌ای سعید مظفری به جای برد پیت بازیگر نقش بیلی بین، ناصر احمدی به جای فیلیپ سیمور هافمن و رضا آفتابی نیز به جای جونا هیل در نقش پیتر گویندگی کرده‌است.

## خلاصه داستان
مانیبال یک روایت واقعی از بیلی بین (با بازی برد پیت) مدیر ناموفق یک تیم بیسبال است. بیلی بین مدیر تیم بیسبال اوکلند اتلتیک است و تیمش نتایج بسیار ضعیفی را کسب کرده‌است و دو تن از بهترین بازیکنان خود را به خاطر همین مشکلات از دست می‌دهد به خاطر همین موضوع تیم اوکلند اتلتیک در آستانه فروپاشی قرار گرفته‌است اما بیلی بین که در سن جوانی با یک اشتباه ورزش بیسبال رو انتخاب کرده‌است راه بازگشتی را نمی‌بیند و تصمیم می‌گیرد نهایت سعی و تلاش خود را به کار گیرد تا بتواند تیمش را از بحران نجات دهد! او با کمک فردی به نام پیتر براند دست به اقدام عجیبی می‌زند و براساس یک سری معادله‌های ریاضی برخی از بازیکنان را به خدمت می‌گیرد تا اینکه به خاطر همین تصمیم رفته رفته تیم نتایج بهتری می‌گیرد و موفقیتی تاریخی را رقم می‌زند.

## نامزدی‌های اسکار
- نامزد اسکار بهترین فیلم برای برد پیت و ریچل هارویتز و مایکل د لوکا
- نامزد اسکار بهترین بازیگر نقش اول مرد برای برد پیت
- نامزد اسکار بهترین بازیگر نقش مکمل مرد برای جونا هیل
- نامزد اسکار بهترین فیلمنامه‌نویسی اقتباسی برای استیون زایلیان
- نامزد اسکار بهترین تدوین